# Serbinów (województwo świętokrzyskie)
Serbinów – wieś w Polsce położona w województwie świętokrzyskim, w powiecie kieleckim, w gminie Mniów.
W latach 1975–1998 miejscowość administracyjnie należała do województwa kieleckiego.

## Części wsi
| SIMC    | Nazwa     | Rodzaj    |
| ------- | --------- | --------- |
| 0992390 | Bieduśki  | część wsi |
| 0992409 | Ciągłe    | część wsi |
| 0992415 | Piechotne | część wsi |
| 0992421 | Pociejów  | część wsi |

Serbinów jest punktem początkowym  żółtego szlaku turystycznego prowadzącego do Końskich.
Przez wieś przechodzi  zielony szlak rowerowy z Sielpii Wielkiej do Błotnicy.

## Historia
Wieś położona historycznie w powiecie chęcińskim województwa sandomierskiego należała w XVI wieku do Tarłów. 
W wieku XIX nazywana także Serwinów, wieś w  powiecie kieleckim, gminie i parafii Mniów. W pobliżu wsi znajdowały się pokłady węgla i zakłady żelazne w Krasnej. Według spisu miast, wsi, osad Królestwa Polskiego z roku 1827  było we wsi 16 domów i 125 mieszkańców.